# Талапты (древнее поселение)
Талапты — древнее поселение, археологический памятник, расположенный в западной части Жетысуского (Джунгарского) Алатау, в долине реки Коксу, правый берег от ущелья № 8 до ущелья № 10.

## Условия образования
Учитывая многочисленные археологические памятники Жетысуйского (Джунгарского) Алатау и его отрогов, можно сделать вывод, что заселение долины Коксу началось с IV века до н. э. Но основная часть долины была освоена позднее, на рубеже конца II — начала I тысячелетия до н. э.
Жизнь здесь продолжалась в эпоху раннего железного века, в средние века, в новое и новейшее время. Следы различных цивилизаций воплотились в наскальном искусстве, широко представленном в этом регионе. Множество артефактов археологи продолжают находить и сегодня. Поселение Талапты было обнаружено в 1982 году, и три года спустя, там начались раскопки под руководством доктора исторических наук, профессора Марьяшева А.Н.

## Описание
На поверхности древнего города, перед тем, как проводилась экспедиция, были обнаружены каменные кладки, которые имели прямоугольную форму. Позже были собраны останки зернотерок и каменных пестов. Большая часть села была смыта рекой, но на сохранившемся участке земли было найдено несколько каменных полуземлянок и один дом, который имел размер 16 на 18 м, и глубину 1 м. Вход в дом имел форму, напоминающую букву «Г». Посередине дома расположен очаг прямоугольной формы, размером 2,4×2,2 м, сооруженный из плит. От прямоугольного очага к востоку были выкопаны ямы.
Предположительно, одна из ям была хранилищем (кладовым местом) и была ровно выложена камнями. Другая была мусорной: наполнена костями животных и останками битой посуды. Вдоль северной стенки тянулась кладка из крупных камней, имеющая протяженность 15 м и ширину 1,6 м. По своей форме была архетипом суфы.
На территории поселения обнаружены каменные песты, куски медной руды, костяные наконечники стрел листовидной формы, лощила, трубки, проколки из кости, отполированные камни с желобками для привязывания веревки. Для ловли животных использовали боласо (веревка, отяжеленная камнями), которая связывала ноги животного.
У входа в жилище на полу было также найдено много и других бытовых принадлежностей: ножевые пластины, мотыги, точила, а также каменные ножи.